# Sino-russische Beziehungen in der Arktis
Die Sino-Russischen Beziehungen entwickelten sich in den letzten Jahren zu einem wichtigen Faktor für die Politik in der Arktis. Verstärkte ökonomische und geopolitische Interdependenzen in der Arktis haben sich zu einem wichtigen Element der breiteren Annäherung zwischen China und Russland entwickelt, die mit wachsendem Interesse von der internationalen Gemeinschaft beobachtet wird.

## Entwicklung der Sino-russischen Beziehungen in der Arktis
Russland und China beschreiben ihre Zusammenarbeit auf der internationalen Bühne seit 1996 als eine „strategische Partnerschaft“. Dennoch stand Russland Chinas Ambitionen, in der Arktis aktiv zu werden, lange skeptisch gegenüber. Anträge Chinas auf einen Beobachter-Status im Arktischen Rat (der erste wurde bereits 2007 gestellt) wurden von Russland lange blockiert. Erst 2013 stimmte Russland dem chinesischen Antrag zu.
Die Haltung Russlands zu China in Bezug auf die Arktis änderte sich zwischen 2013 und 2014 signifikant. Russland konzentriert sich zunehmend auf die Entwicklung der russischen Arktis, insbesondere die Nutzbarmachung der Energieressourcen, um seine wirtschaftliche Basis zu stärken. Ab 2014 erschwerten die als Antwort auf die völkerrechtswidrige Annexion der Krim durch Russland und den russischen Krieg in der Ukraine seit 2014 verhängten Sanktionen der Vereinigten Staaten und der Europäischen Union (EU) gegen Russland, allerdings den Zugang Russlands und russischer Firmen zu Kapital und Technologie. Seitdem versucht Russland daher, seinen „Pivot to Asia“ zu beschleunigen, also in Asien nach potenziellen Investoren und Technologiepartnern einerseits und neuen, nichtwestlichen Absatzmärkten andererseits zu suchen. Die Entwicklung von Energieressourcen und Handelsrouten in der russischen Arktis wurde zur Grundlage für eine chinesisch-russische Zusammenarbeit. Auf der jährlichen Pressekonferenz im Dezember 2017 hob Russlands Präsident Putin Chinas Rolle für Infrastruktur, Transport und Energie in der Arktis hervor. Auch für China spricht einiges für die Kooperation, da es in den letzten Jahren verstärkt versucht, seine Position als arktischer Akteur zu festigen. Das Engagement mit Russland ist bisher Chinas erfolgreichster Weg, um sich den Zugang zu neuen Navigationsrouten und den Ressourcen der Region zu sichern. Nach der Testnavigation der COSCO Shipping auf der Nordseeroute im Jahr 2013, einer ersten gemeinsamen Arktis-Expedition im Jahr 2016 betonten beide Staaten 2017 ihren Willen, die durch das Abschmelzen des arktischen Eises befahrbare Nordostpassage als Eisseidenstraße gemeinsam zu entwickeln und aufzubauen. Im Jahr 2017 integriert China unter dem Namen „arktische Seidenstraße“ eine arktische Dimension in die Pläne der „One Road, One Belt“- Politik. Angesichts der Umstellung der chinesischen Energieerzeugung von Kohle zu Gas und des gleichzeitig wachsenden Bedarfs an Energieressourcen sieht China in den Gasreserven der russischen Arktis eine Möglichkeit zur Sicherung seiner Energieversorgung.
Trotz des geschlossenen diplomatischen Auftretens und den ökonomischen Vorteilen, die sich für beide Akteure bieten, verbleiben die Beziehungen zwischen Russland und China in der Arktis aber weiterhin zweideutig.
„Despite the shared ambition to build closer ties, the Chinese–Russian relationship is complex. While both countries have, on numerous occasions, declared their friendship and underlined the importance of their strategic partnership, a significant degree of mutual mistrust exists. Developing relations in the Arctic is one of the areas where cooperation could expand, under the right conditions.“

## Bereiche der Kooperation
Die Kooperation Chinas und Russlands in der Arktis beschränkt sich fast ausschließlich auf wirtschaftliche Bereiche. Hauptsächlich arbeiten die beiden Staaten darin zusammen, Ressourcen, insbesondere bezüglich Energie, zu gewinnen, Infrastrukturen zu errichten und auszubauen sowie Transportwege zu erschließen. So investieren (staatliche) chinesische Unternehmen in russische Projekte wie Erdgasförderung oder Erdgaspipelines.
Außerdem betreibt die Volksrepublik Ressourcenextraktion und Bergbau in der russischen Arktis.
Schmelzendes Eis aufgrund der Klimaerwärmung legt zudem neue Seerouten in Teilen der Arktis frei, die Russlands Souveränität und Territorialrechten unterliegen. Als Handelsnation ist China daran interessiert, diese neuen Transportrouten in der Arktis für sich zu nutzen und den Zugang dazu für sich zu beanspruchen.
Allerdings zeigt sich auch immer wieder, dass viele Projekte zwar auf höchster Ebene besprochen und auch beschlossen, aber dann nicht umgesetzt werden. Häufig bleibt es bei Plänen, die in der praktischen Realität unkonkret bleiben.

### Interessen an einer Kooperation
Nach dem Bruch mit dem Westen über die Situation in der Ukraine und wirtschaftlicher Rezession ist Russland darauf angewiesen, Investitionen von China zu erhalten sowie in Zusammenarbeit mit China seine Infrastruktur auszubauen und Ressourcen zu gewinnen. Außerdem ist China ein wichtiger Markt für Russland. Die Volksrepublik selbst wiederum möchte am ökonomischen Potenzial der Arktis teilhaben und seinen wachsenden Einfluss in der Welt auch im hohen Norden geltend machen.
Zudem werden in Sibirien Öl-, Gas- und Kohlevorkommen sowie weitere Rohstoffe vermutet. Für seine Wirtschaft und Industrie benötigt China diese (Energie-)Ressourcen und erhält sie von Russland. So wird das ostasiatische Land in Zukunft wahrscheinlich der Hauptabnehmer russischer Energie-Ressourcen im Osten sein.
Insofern besteht ein gegenseitiges Interesse beider Länder an einer Kooperation und Abhängigkeitsverhältnis voneinander – chinesische Investitionen und Zugang zum chinesischen Markt gegen russisches Know-how und russische Ressourcen.
Andererseits wird die sino-russische Zusammenarbeit von beiden Seiten her auch nicht gänzlich unkritisch gesehen. Denn Russland ist daran interessiert, seine Souveränität und Territorialrechte in der Region, die bezüglich des arktischen Meeres im United Nations Convention on the Law of the Sea (UNCLOS) definiert sind, zu wahren. Der wachsende Einfluss der Volksrepublik in der Arktis und eine damit einhergehende Geltendmachung etwaiger Rechte kann diese Souveränität Russlands gefährden.
Derweil ist China der Kooperation gegenüber in gewisser Hinsicht skeptisch, da Russland die Zusammenarbeit lange verweigert hat, insbesondere hinsichtlich eines Observer-Status für China im Arctic Council. So stellt sich China die Frage, inwiefern jetzigen Bemühungen von russischer Seite aus ein ehrliches Interesse an einer langfristigen sino-russischen Partnerschaft zugrunde liegt oder ob es sich dabei vorwiegend um Eigeninteressen Russlands handelt.

### Sino-russische Projekte in der Arktis

#### Gas und Öl
Den größten Erfolg für chinesisches Investment in der russischen Arktis-Region stellt das Yamal Liquified Natural Gas Projekt (YLNG) dar. Der Seidenstraßen-Fonds, ein Investmentfonds des chinesischen Staates zur „One Belt, One Road“-Seidenstraße (OBOR), hält 9,5 Prozent der Anteile daran. Und auch eines der drei größten Mineralölunternehmen Chinas, die China National Petroleum Corporation (CNPC), verfügt über 20 Prozent der Anteile am YLNG-Projekt.
Mit diesem staatlichen chinesischen Konzern hatte das staatliche russische Erdgasförderunternehmen Gazprom 2014 zudem einen Vertrag zur Lieferung von russischem Gas nach China abgeschlossen. Seit 2018 bis voraussichtlich 2048 sollten jedes Jahr mindestens 38 Milliarden Kubikmeter Gas geliefert werden.
Zu diesem Zweck war ebenfalls 2014 mit dem Bau der „Power of Siberia“ begonnen worden. In der Erdgaspipeline soll vor allem russisches Erdöl bzw. Gas über Sibirien nach China transportiert werden. Während einige Teile der Pipeline bereits fertig gestellt und 2019 in Betrieb genommen wurden, wird an anderen noch gebaut.

##### Jamal LNG
Die Jamal LNG gilt als Vorzeigekooperation und als größter gemeinsamer Erfolg Russlands und Chinas und wurde das erste Energieprojekt der BRI in der Arktis. Die Sanktionen der USA und der EU nach dem Ukraine-Konflikt trafen auch Jamal LNG Projekt, Investoren wie ExxonMobil und Eni stiegen aus dem Projekt aus. Ende 2013 erwarb die staatseigene Chinese National Petroleum Corporation 20 Prozent der Anteile an der Jamal LNG. China wurde zugesichert mindestens 3 Millionen Tonnen LNG pro Jahr aus dem Werk in Jamal zu erhalten, das über die NSR zu den chinesischen Märkten transportiert würde.
Erst als Chinas staatseigener Seidenstraßenfond 9,9 Prozent der Anteile erwarb und die China Development Bank und die Export-Import Bank of China Kredite in Höhe von über 9,3 Milliarden Euro garantierten, konnte die Realisierung finanziell sichergestellt werden. Peking hält damit 29,9 Prozent der Anteile, das russische Unternehmen Novatek 50,1 Prozent und der französische Energieriese Total 20 Prozent.
Die sino-russische Kooperation findet nicht nur auf finanzieller Ebene statt. Fast 80 Prozent der benötigten Technologien, Maschinen und Ausrüstung von chinesischen Firmen hergestellt werden.
Die Zusammenarbeit erstreckt sich zudem auch auf die Schifffahrt. Zusammen mit Novatek und der staatlichen russischen Reederei Sovcomflot ist die chinesische COSCO Shipping in die Verwaltung der Jamal-LNG-Eisbrecherflotte, die das gewonnene Gas transportiert, involviert.
Zu dem Abkommen zwischen Russland und China über die Zusammenarbeit bei der Umsetzung des Jamal-LNG-Projekts wurde 2016 ein Bundesgesetz verabschiedet. Der Ausschuss für Internationale Angelegenheiten des russischen Föderationsrates betonte, dass das Gesetz zur „Stärkung und Entwicklung gutnachbarlicher Beziehungen“ beiträgt. Die Behörden rückten damit die Bedeutung des Projekts für die politische und wirtschaftliche Zusammenarbeit der beiden Länder nochmals in den Fokus.
Dennoch ist unsicher, was der Erfolg der Yamal LNG für weitere sino-russische Kooperationsprojekte in der Arktis bedeuten kann. Russland war zwar bei der Yamal LNG auf chinesische Investitionen angewiesen, versucht allerdings seither seine Investitionsquellen zu diversifizieren, um seine Abhängigkeit von China zu verringern. Saudi-Arabien, Japan, Indien und Südkorea sind mittlerweile auch in Energieprojekte in der Arktis involviert. Am Nachfolgeprojekt Arctic-2 LNG-Projekt beispielsweise hält Peking zwar auch 20 Prozent der Anteile, aber Novatek hält 60 Prozent, Total 10 Prozent und die restlichen 10 Prozent kaufte ein japanisches Konsortium. China ist zwar einer der finanziellen und technischen Hauptakteure des Projekts aber vor allem im Rahmen seiner Belt and Road Initiative daran interessiert. Das Gas der Jamal LNG wird kurz- bis mittelfristig keine bedeutende Rolle bei den LNG-Importen Chinas spielen. Auch China strebt eine Diversifizierung seiner Lieferanten an und wird sich nicht nur auf russisches LNG aus der Arktis konzentrieren.

#### Transport und Infrastruktur
2018 nahm Peking die polare Seidenstraße bzw. „Arktis-Seidenstraße“ mit auf in sein „Neue Seidenstraße“-Projekt (auch „Belt and Road Initiative“ (BRI) oder „One-Belt-Road“ genannt). Damit wird die Nördliche Seeroute (NSR), der russische Teil der Nordostpassage, die vom Nordpazifik über die Beringstraße und die Nordmeerküste Russlands bis in den nordöstlichen Atlantik verläuft, in das seit 2013 offiziell verkündete Infrastrukturprojekt Chinas aufgenommen.
Bei diesem arktischen Teil der Neuen Seidenstraße handelt es sich um ein sino-russisches Gemeinschaftsprojekt, da Russland Anspruch darauf erhebt, die NSR u. a. mit neuen Eisbrechern zu erschließen. Monetäre Zuwendungen in Form von Krediten und Darlehen erhält Russland dafür aus China.
So verwaltet die chinesische Reederei China Ocean Shipping (Group) Company (COSCO) gemeinsam mit dem russischen Novatek die Jamal-LMG-Eisbrecher, in denen russisches Gas transportiert wird, das die Volksrepublik im Gegenzug erhält, ebenso wie den Zugang zu Meeresrouten. Als China 2013 den Observer-Status im Arcitc-Council erlangt hatte, unternahm ihre erste kommerzielle Fahrt durch die NSR.
Es ist zu erwarten, dass die NSR künftig noch einfacher zu befahren ist, wenn das dortige Meereis aufgrund der Klimaerwärmung schmilzt. Bis 2050 könnte die NSR im Sommer komplett ohne Eis sein und so eine attraktive, da deutlich kürzere Transportroute zwischen Ostasien und Europa darstellen.
Ein weiteres Infrastrukturprojekt in Russland, an dem China beteiligt ist, ist der Tiefwasserhafen im nordrussischen Archangelsk. Dieser Hafen soll an das Belkomur-Eisenbahn-Projekt angeschlossen werden, welches wiederum das Uralgebirge mit der Arktis verbindet. Die China Exim-Bank, eine chinesische Staatsbank, ist an dem Eisenbahn-Projekt beteiligt. Die chinesisches Unternehmensgruppe China Poly Group ist als Investor bei beiden Projekten, dem Hafen in Archangelsk sowie der Belkomur-Eisenbahn, tätig. Doch auch hier ist unklar, inwiefern diese Pläne auch vollumfänglich umgesetzt werden. Aufgrund der geringeren Bereitschaft Russlands, sich finanziell an den Projekten zu beteiligen, könnten diese statt 2023 eventuell erst Ende 2020 oder später fertiggestellt werden.

#### Forschung
2016 gab es eine erste gemeinsame Expedition von Forschern aus Russland und aus China. In der Tschuktschensee, einem Randmeer des Nordpolarmeeres wurden zusammen Forschungsprojekte in den Bereichen Meeresbiologie, Chemie und Ozeanografie betrieben.
2019 haben das russische Institut für Ozeanografie der Russischen Akademie der Wissenschaften und das Qingdao Labor für Meeresforschung und Technologie beschlossen, ein chinesisch-russisches Arktis-Forschungszentrum für gemeinsame Forschungsprojekte in der Arktis zu errichten. Die Wissenschaftler beider Staaten planen gemeinsame Arktis-Expeditionen und Forschungsprojekte, insbesondere zu Klima, Geologie und Ökologie in der Region. Mit dem Fokus auf dem Klimawandel und seinen Auswirkungen in der Arktis kommt China den Zielen, die es in seinem 2018 veröffentlichten White Paper formuliert hat, nach.

## Konflikte und Gegensätze
Der Beziehung zwischen Russland und China über arktische Angelegenheiten war nicht immer von freundschaftlicher Diplomatie geprägt, vor allem wenn es um die Bemühungen Chinas ging, seine Einflussnahme in der Arktis zu vergrößern. Die russische Seite reagierte misstrauisch auf solche Handlungen Chinas. China dahingehend war aber nicht daran interessiert, die militärischen Fähigkeiten in der Arktis auszubauen, da Russland in der Arktis militärisch präsent war und China seinen wirtschaftlichen Partner Russland nicht militärisch provozieren wollte. Für Russland steht die Arktis hoch auf der politischen Agenda, da Russland Territorium in der Arktis besitzt. China hingegen besitzt kein Territorium in der Arktis, beziehungsweise grenzt nicht an die Polarregion. Bei den Berichterstattungen über die Arktis gab es in beiden Ländern unterschiedliche Ansätze. Im Jahr 2019 gab es eine Untersuchung, wie die drei größten Zeitungen in Russland zwischen 2007 und 2016 über die Arktis berichteten.  In China hatten die Zeitungen sich in der Vergangenheit nicht in so einer Intensität mit der Arktis beschäftigt. Chinesische Wissenschaftler publizierten positive Berichte über die Potenziale auf den arktisch-maritimen Routen, wo die Einflussnahme auf Seewege gekürzt sowie Transportkosten gesenkt werden könnten.
Im Jahr 2013 wurde China als arktischer Beobachter bestätigt. Die Medien in China hatten diesen Schritt begrüßt, mit der Begründung, dass die chinesische Volksrepublik legitime Rechte in der Arktis hätte. Eine weitere Argumentation aus China war, dass die Klimafolgen in der Arktis weltweite Folgen haben würden und damit Chinas Arktis-Politik legitim wäre.
Die russische Position nach der Einstufung von China als „near arctic state“ war, dass die arktischen Staaten im Rat die Regeln trotzdem bestimmen würden. Dazu kam auch nach der Ministertagung des arktischen Rats in Kiruna im Jahr 2013 heraus, dass für Russland nicht klar war, warum China als arktischer Beobachter eingestuft werden sollte, da China rein wirtschaftlich handeln würde. Diese Sichtweise führte aber nicht zu einem unlösbaren Konflikt zwischen beiden Ländern.
Als das chinesische Schiff Xuelong es geschafft hatte, den Arktischen Ozean zu überqueren, hatte Russland diesen Vorgang bemerkt und daraufhin maritime Übungen stattfinden lassen. Eine von vielen Strategien, die Russland in der Arktis umgesetzt hatte, war die Stationierung von 6000 Soldaten, um militärische Übungen durchzuführen. Chinas Interesse dagegen bezog sich darauf, keine militärischen Aktivitäten in der Arktis durchzuführen, um die Situation nicht eskalieren zulassen.
Bevor China als arktischer Beobachter anerkannt wurde, warnte die russische Föderation davon, dass es innerhalb eines Jahrzehnts potenzielle Kriege in der Arktis geben könnte.
Nach der Veröffentlichung der White Paper im Jahr 2018, worin China sich als „near arctic state“ definierte, waren russische Autoritäten noch einmal nicht damit einverstanden, wie China sich hier geopolitisch darstellte. Ein hochrangiger russischer Beamter reagierte darauf, dass es nur zwei Sorten von Staatengruppen in der Arktis gibt: arktische und non-arktische Staatengruppen.
Russland veröffentlichte im Jahr 2020 seine arktische Strategie, worin verdeutlicht wurde, wie wichtig die Arktis für Russland ist. Circa 80 % der Gase, die in Russland importieren werden, kommen aus der Arktis und so werden etwa 30 % des russischen Bruttoinlandsproduktes aus der Arktis erwirtschaftet. Entlang der Nordseeroute versuchte Russland, China nicht davon abzuhalten, weniger in der Region zu investieren. Dieses Vorhaben würde China auch nicht realisieren, da das Ziel, die Seeroute nach Europa zu verkürzen, gefährdet sein könnte. Diese unterschiedliche Perspektive sollte nicht dazu dienen, dass daraus Konflikte entstehen könnten. Trotz guter Beziehungen zwischen beiden Ländern hat es immer wieder Misstrauen gegeben, wie im Jahr 2020, nachdem der russische Präsident der arktisch soziale Wissenschaftsakademie geheime U-Bootsinformationen an den chinesischen Geheimdienst weitergegeben hatte.

## Zukunftsaussichten
Russland wird in der Welt als wichtiger Arktis-Teilnehmer wahrgenommen. Die russische Föderation will ihre Einflussnahme in dem arktischen Rat vergrößern und dieses Vorhaben während des Vorsitzes von 2021 bis 2023 realisieren. Für China kommt es in naher Zukunft nicht in Frage, den Vorsitz im arktischen Rat zu bekommen. Bei der Energiekooperation sind China und Russland langfristig als strategische Partner miteinander verbunden, da beide Länder sowohl Importeur als auch Exporteur in Energiebereich sind. Ein Ziel, das Putin bis 2024 festgelegt hat, wovon China auch profitieren wird, ist es, das Frachtvolumen von 80 Millionen Tonnen in der Northern Silk Road zu erreichen. Um dieses Ziel zu erreichen, ist es notwendig, den gesamten Transport und die Logistikinfrastruktur in der North Silk Road zu modernisieren. Der Plan für die Weiterentwicklung der NSR-Infrastruktur bis 2035 ist durch Russland genehmigt worden, aber konkrete Zahlen, wie viel Geld investiert werden soll, sind durch die russischen Behörden nicht veröffentlicht worden.
Bei der Anzahl an Eisbrechern, hat Putin aber als Ziel bis 2024 festgelegt, die 4 Eisbrecher auf 8 Eisbrecher zu verdoppeln. Obwohl China vermehrt in das Produzieren von Eisbrechern investiert und ein Schiff im Jahr 2019 in Shanghai gebaut hat, kommt ein Verlust bei der Monopolposition Russlands, in der nahen Zukunft nicht in Frage. Wobei aber die internationalen Sanktionen ein Vakuum hinterlassen hatten und China nachholen konnte.
Ein Projekt, das von Russland beauftragt wurde, woran auch chinesische Firmen gearbeitet haben und bis 2024 weiterentwickelt werden wird, ist die Werft Zvezda. An der Fertigstellung des Projektes ist auch die China Communication Construction Company beteiligt gewesen. Vor allem durch die Wahrnehmung als wichtiger Arktis-Staat nimmt Russland die Zukunftsbeziehungen, die China mit anderen arktischen Staaten vereinbart, mit Eifersucht wahr. Die Beziehungen zwischen Russland und China werden in naher Zukunft vor allem wirtschaftlich und wissenschaftlich geprägt sein. Im Bereich des Flüssigerdgases, auch LNG genannt, werden die Zukunftsinvestitionen durch beide Länder erhöht. Russlands Ziel diesbezüglich ist, ab 2035 zwischen 80 und 140 Millionen Tonnen jährlich zu produzieren.

## Beziehungen mit anderen arktischen Staaten
Neben der Kooperation mit Russland liegt es auch im Interesse Chinas, gute Beziehungen mit den anderen arktischen Staaten aufzubauen. Diese wiederum bewerten die chinesisch-russische Kooperation in der Arktis sehr unterschiedlich, ebenso wie die eigene Zusammenarbeit mit China.

### Europäische arktische Staaten
China versucht aktiv, die Zusammenarbeit mit den europäischen arktischen Staaten (Dänemark, Schweden Norwegen, Finnland, Island) voranzutreiben und gute bilaterale Beziehungen aufzubauen. China sucht in der Arktis neben seiner Zusammenarbeit mit Russland also auch gezielt nach der Unterstützung der anderen arktischen Länder.
Die vielversprechendsten Bereiche einer Kooperation sind hierbei die Öl- und Gasindustrie, bzw. Öl- und Gasprojekte in Zusammenarbeit mit China, Bergbau, Telekommunikation und erneuerbare Energien.
So sind chinesische Unternehmen vor allem interessiert an Projekten in Norwegen, Grönland, und Island.
Außerdem sind auch Transportrouten und andere Infrastrukturprojekte mögliche Kooperationsbereiche.
Mit Norwegen verbindet China eine lange Zusammenarbeit in Spitzbergen, da sich dort die gemeinsame Forschungsstation „Yellow River Station“, welche 2003 errichtet wurde, befindet. Diese forscht zu Meteorologie, Paleo-Ozeanologie sowie Glaziologie. Außerdem ist Norwegen auch ein möglicher Partner in Sachen Energie und Öl- und Gasprojekten.
In Island befindet sich das China Iceland Arctic Research Observatory, ebenfalls eine gemeinsame Forschungseinrichtung ähnlich der Yellow River Station in Spitzbergen. Diese begann ihre Arbeit im Jahr 2018. Zudem ist China daran interessiert, eine weitere Forschungsstation in Grönland zu eröffnen.
Die Regierungen von Island und China haben im Jahr 2002 jeweils separate Einverständnisse einer Kooperation in der Arktis unterzeichnet.
In Zusammenarbeit mit der finnischen Firma Aker Arctic wurde außerdem der erste chinesische Eisbrecher „Snow Dragon- 2“ erbaut.
China versucht durch diese Projekte mit anderen arktischen Staaten, unabhängig von Russland seinen Einfluss in der Arktis zu vergrößern und seine ökonomischen Interessen durchzusetzen, um nicht nur auf einen einzigen Kooperationspartner angewiesen zu sein.
Ähnlich wie Russland sehen die europäischen arktischen Staaten eine Kooperation mit China ambivalent, da zum einen die wirtschaftlichen Mittel Chinas erwünscht sind, andererseits aber immer wieder betont wird, dass man das Engagement Chinas in der Region weiterhin beobachten muss.
Genauso wird auch die Zusammenarbeit Russlands und China kritisch gesehen, aus Angst vor einem zu großen Einfluss der beiden Staaten in der Region, welcher die eigenen Interessen gefährden könnte. Die europäischen arktischen Staaten sind besorgt über die Zusammenarbeit zwischen China und Russland in der Arktis, weshalb auch das verstärkte (militärische) Engagement der USA in der Region willkommen geheißen wird.

### USA
Nach der Annexion der Krim im Jahr 2014 haben die USA sich von Russland abgewendet und somit eine Zusammenarbeit des Landes mit China begünstigt.
Aus US-amerikanischer Sicht stellen Russland und China heute die größte Gefahr in der Arktis dar. Beide Staaten werden als strategische Rivalen und Konkurrenten bezeichnet, und die Situation in der Arktis als „great power competition“ bezeichnet. Russland und China verfolgen demnach andere Interessen als die USA und die gemeinsamen Aktivitäten beider Staaten in der Arktis, insbesondere eine mögliche militärische Allianz, wird von den USA als eine Gefährdung der Sicherheit der USA und deren NATO-Verbündeten in der Region, der regionalen Stabilität und der „regel-basierten“ Ordnung wahrgenommen.
Eine formale Allianz zwischen Russland und China wäre demnach eine große Bedrohung aus Sicht der USA, weshalb diese im Notfall auch bereit sind, militärisch einzugreifen.
Zudem verkompliziert eine chinesisch-russische Zusammenarbeit in der Arktis amerikanische Positionen und Interessen. Auch die Kooperation Chinas mit den anderen arktischen Staaten könnte zu einem Problem für die USA werden, da diese verletzlicher sind als Russland.
Daher versuchen die USA unter der Biden-Administration, den chinesischen Einfluss in der Arktis zu verringern und gleichzeitig die Zusammenarbeit mit den europäischen arktischen Staaten zu verstärken. So soll ein gemeinsames Vorgehen bezüglich der chinesisch-russischen Beziehungen entwickelt und dadurch der Einfluss Chinas und Russlands über diese Staaten verringert werden.
Bislang beziehen sich offizielle US-amerikanische Dokumente allerdings vorwiegend auf Russland und China unabhängig voneinander, eine Kooperation beider Staaten und deren Auswirkungen auf die amerikanische Sicherheit wird fast nur getrennt thematisiert.
Erst seit 2019 fangen die USA an, den gemeinsamen chinesisch-russischen Projekten in der Arktis vermehrt Aufmerksamkeit zu schenken und auf die Bedeutung dieser für die USA zu reagieren.

### Kanada
Kanada ist durch seine enge Partnerschaft mit den USA in einer anderen Position als die europäischen arktischen Staaten, wenn es um eine Zusammenarbeit mit China geht. Da die USA einer Kooperation mit China als auch Russland, sowie dessen militärischer Aktivitäten in der Arktis, sehr kritisch gegenüberstehen, muss Kanada diese Position auch hinsichtlich der eigenen Politik berücksichtigen.
Allgemein wird ein chinesisches Engagement in der kanadischen Arktis aber als eine Chance für Kanada gesehen, vor allem in Bereichen der Infrastruktur und dort insbesondere in Bezug auf die Erschließung neuer Schifffahrtswege. Das Entstehen der Nordwestpassage ist schon lange eine Priorität Kanadas und könnte mithilfe chinesischer Investments realisiert werden. Ebenso geht aus der offiziellen chinesischen Arctic Policy hervor, dass viele der dort genannten Punkte mit den Interessen Kanadas übereinstimmen.
Dazu gehört der Umgang mit den indigenen Völkern der Arktis sowie Schutz und Erhalt der Natur in der kanadischen Arktis. Offiziell ist China bereit, diese Ziele zu unterstützen, um eine Kooperation mit Kanada zu ermöglichen.
Außerdem liegt es auch im Interesse Kanadas, gute Beziehungen mit Russland aufrechtzuerhalten, da ein Konflikt in der Arktis nicht wünschenswert für das Land und seine arktische Agenda ist.
Gleichzeitig ist man aber, auch aufgrund der engen Beziehungen mit den USA, weiterhin vorsichtig, was chinesisch-russische Beziehungen in der Arktis angeht. Die Zusammenarbeit mit den kleineren arktischen Staaten soll eine zu große Abhängigkeit dieser von China und Russland verhindern.
Kanadas Vorgehen in Bezug auf Russland und Chinas Engagement in der Arktis beinhaltet also eine gewisse Vorsicht und ein Anerkennen der US-amerikanischen Positionen, um eine strategische Solidarität mit den USA zu wahren. Zeitgleich versucht man aber auch, die eigenen Interessen in Zusammenarbeit mit Chinas zu verfolgen und dabei, wenn nötig, auch entgegen der amerikanischen Politik zu handeln.
Dies ist der Fall, wenn es um das Erschließen neuer Schifffahrtswege und Transportrouten geht, was von Kanada und China begrüßt wird, nicht jedoch von den USA.
Damit zusammenhängend ist das Problem der Frage nach Souveränität in den Gewässern des arktischen Archipels. Kanada sieht diese als historisch internationale Gewässer, anders als die USA und andere Staaten. Durch die stärkere chinesische Präsenz in der Region und das Entstehen neuer Transportrouten könnte der über Jahre nicht thematisierte Konflikt wieder aufleben. Ein höheres Aufkommen an Warenverkehr könnte Kanadas juristische Position schwächen und gefährden, wenn dieser Warenverkehr nicht angemessen kontrolliert wird.